# Het Club van Sinterklaas Concert
Het Club van Sinterklaas Concert is een theatraal popconcert verbonden aan de televisieserie De Club van Sinterklaas. Werd uitgezonden op zondag 2 december 2007 op kinderzender Jetix. Het geheel wordt gepresenteerd door Testpiet en rechtstreeks uitgezonden vanuit het Claus Events Center. Het concert is ook uitgebracht op dvd.

## Personages
- Coole Piet Diego
- Testpiet
- Muziekpiet
- Profpiet
- Hoge Hoogte Piet
- Hulppiet
- Hokuspokuspiet
- Acrobaatpiet

## Opzet
Speciaal voor Coole Piet organiseren de Clubpieten een groots concert voor een enorm kinderpubliek.

## Tracklisting
1. De speelgoeddief - Coole Piet
2. Schoentje zetten - Hulppiet
3. Amerigo - Testpiet
4. Alle Pieten jumpen - Muziekpiet
5. Wit konijn - Hokuspokuspiet
6. Spring op en neer (remix) - Coole Piet
7. Ik ben de Hoge Hoogte Piet - Hoge Hoogte Piet
8. Oh la la la - Profpiet
9. 5 december - De Club van Sinterklaas
10. Pieten voor altijd - Coole Piet en Testpiet